# Великоатменське сільське поселення
Великоатме́нське сільське поселення (рос. Большеатменское сельское поселение) — муніципальне утворення у складі Красночетайського району Чувашії, Росія. Адміністративний центр — присілок Великі Атмені.
Станом на 2002 рік існували Аліковська сільська рада (присілки Аліково, Малиновка, Мочковаші) та Великоатменська сільська рада (присілки Великі Атмені, Малі Атмені, Шумшеваші).

## Населення
Населення — 853 особи (2019, 1120 у 2010, 1457 у 2002).

## Склад
До складу поселення входять такі населені пункти:
| Населений пункт         | Населення, осіб (2002) | Населення, осіб (2010) |
| ----------------------- | ---------------------- | ---------------------- |
| Аліково, присілок       | 368                    | 271                    |
| Великі Атмені, присілок | 281                    | 242                    |
| Малиновка, присілок     | 43                     | 32                     |
| Малі Атмені, присілок   | 127                    | 105                    |
| Мочковаші, присілок     | 309                    | 226                    |
| Шумшеваші, присілок     | 329                    | 244                    |